# Zeig mir deine Welt
Zeig mir deine Welt ist eine Dokumentar-Serie des NDR für Das Erste. Moderator Kai Pflaume besucht darin besondere Menschen in ihrem eigenen Wohnumfeld oder der Arbeit und interviewt sie auf lockere Art. Die erste Staffel, in der junge Menschen mit Down-Syndrom porträtiert wurden, wurde mit dem Bobby und den Bayerischen Fernsehpreis (für Kai Pflaume als Gastgeber) ausgezeichnet und für den Grimme-Preis 2014 nominiert. 2019 wurde Kai Pflaume für diese Reihe mit der Goldenen Kamera geehrt.

## Sendungen
- Staffel 1: 4 Folgen: Junge Menschen mit Down-Syndrom (Juni 2013)
- Staffel 2: 2 Folgen: Unheilbar Kranke (Januar 2016)
- Staffel 3: 2 Folgen: Über-Hundertjährige (Dezember 2018)[3]